# Croton wagneri
Croton wagneri är en törelväxtart som beskrevs av Johannes Müller Argoviensis. Croton wagneri ingår i släktet Croton och familjen törelväxter. Inga underarter finns listade i Catalogue of Life.